# Campionato mondiale maschile di pallamano 1961
Il campionato mondiale maschile di pallamano 1961 è stata la quarta edizione del campionato mondiale di pallamano per squadre nazionali maggiori maschili e si è svolto dal 1º al 12 marzo 1961 in Germania Ovest.

Al torneo parteciparono 12 squadre nazionali, tutte provenienti dall'Europa tranne una, il Giappone; la vittoria finale è andata per la prima volta alla Romania; per la seconda volta furono previsti incontri di qualificazione.

## Formula
Durante la prima fase vennero disputati quattro gruppi da tre squadre ciascuno con la formula del girone all'italiana di sola andata; al termine le prime due classificate di ciascun gruppo si qualificarono alla seconda fase.
Le otto squadre qualificate alla seconda fase a loro volta suddivise in due gironi da quattro squadre ciascuno disputato sempre con la formula del girone all'italiana di sola andata; al termine le prime classificate di ciascun gruppo disputarono la finale per l'assegnazione del titolo di campione del Mondo.

## Squadre partecipanti
| Pr. | Squadra        | Data di qualificazione certa | Confed. | Partecipante in quanto              | Ultima presenza   |
| --- | -------------- | ---------------------------- | ------- | ----------------------------------- | ----------------- |
| 1   | Germania       | ?                            | IHF     | Nazione organizzatrice              | Germania Est 1958 |
| 2   | Svezia         | ?                            | IHF     | Campione del Mondo                  | Germania Est 1958 |
| 3   | Cecoslovacchia | ?                            | IHF     | Qualificazioni - 1a gruppo est A    | Germania Est 1958 |
| 4   | Danimarca      | 27 novembre 1960             | IHF     | Qualificazioni - 1a gruppo nord     | Germania Est 1958 |
| 5   | Jugoslavia     | ?                            | IHF     | Qualificazioni - 1a gruppo centro B | Germania Est 1958 |
| 6   | Francia        | 14 gennaio 1961              | IHF     | Qualificazioni - 1a gruppo sud      | Germania Est 1958 |
| 7   | Giappone       | ?                            | IHF     | Qualificata                         | Esordiente        |
| 8   | Islanda        | ?                            | IHF     | Qualificata                         | Germania Est 1958 |
| 9   | Paesi Bassi    | ?                            | IHF     | Qualificazioni - 1a gruppo ovest    | Esordiente        |
| 10  | Romania        | 15 gennaio 1961              | IHF     | Qualificazioni - 1a gruppo est B    | Germania Est 1958 |
| 11  | Svizzera       | 7 gennaio 1961               | IHF     | Qualificazioni - 1a gruppo centro A | Svezia 1954       |
| 12  | Norvegia       | ?                            | IHF     | Qualificazioni - 1a gruppo nord     | Germania Est 1958 |

## Prima fase

### Girone A
| Squadra 1 | Squadra 2  | Risultato                |
| --------- | ---------- | ------------------------ |
| Svezia    | Norvegia   | Stoccarda, 1º marzo 1961 |
| Svezia    | Norvegia   | 15 - 11                  |
| Norvegia  | Jugoslavia | Bietigheim, 2 marzo 1961 |
| Norvegia  | Jugoslavia | 18 - 17                  |
| Svezia    | Jugoslavia | Ulm, 3 marzo 1961        |
| Svezia    | Jugoslavia | 14 - 12                  |

|  | Pos. | Squadra    | Pt | G | V | N | P | GF | GS | DR |
|  | ---- | ---------- | -- | - | - | - | - | -- | -- | -- |
|  | 1.   | Svezia     | 4  | 2 | 2 | 0 | 0 | 29 | 23 | +6 |
|  | 2.   | Norvegia   | 2  | 2 | 1 | 0 | 1 | 29 | 32 | -3 |
|  | 3.   | Jugoslavia | 0  | 2 | 0 | 0 | 2 | 29 | 32 | -3 |

### Girone B
| Squadra 1 | Squadra 2   | Risultato                    |
| --------- | ----------- | ---------------------------- |
| Germania  | Paesi Bassi | Berlino Ovest, 1º marzo 1961 |
| Germania  | Paesi Bassi | 33 - 7                       |
| Francia   | Paesi Bassi | Wolfsburg, 2 marzo 1961      |
| Francia   | Paesi Bassi | 21 - 11                      |
| Germania  | Francia     | Kiel, 3 marzo 1961           |
| Germania  | Francia     | 21 - 7                       |

|  | Pos. | Squadra     | Pt | G | V | N | P | GF | GS | DR  |
|  | ---- | ----------- | -- | - | - | - | - | -- | -- | --- |
|  | 1.   | Germania    | 4  | 2 | 2 | 0 | 0 | 54 | 14 | +40 |
|  | 2.   | Francia     | 2  | 2 | 1 | 0 | 1 | 28 | 32 | -4  |
|  | 3.   | Paesi Bassi | 0  | 2 | 0 | 0 | 2 | 18 | 54 | -36 |

### Girone C
| Squadra 1      | Squadra 2 | Risultato                |
| -------------- | --------- | ------------------------ |
| Cecoslovacchia | Giappone  | Karlsruhe, 1º marzo 1961 |
| Cecoslovacchia | Giappone  | 38 - 15                  |
| Romania        | Giappone  | Haßloch, 2 marzo 1961    |
| Romania        | Giappone  | 29 - 11                  |
| Cecoslovacchia | Romania   | Friburgo, 3 marzo 1961   |
| Cecoslovacchia | Romania   | 12 - 8                   |

|  | Pos. | Squadra        | Pt | G | V | N | P | GF | GS | DR  |
|  | ---- | -------------- | -- | - | - | - | - | -- | -- | --- |
|  | 1.   | Cecoslovacchia | 4  | 2 | 2 | 0 | 0 | 50 | 23 | +27 |
|  | 2.   | Romania        | 2  | 2 | 1 | 0 | 1 | 37 | 23 | +14 |
|  | 3.   | Giappone       | 0  | 2 | 0 | 0 | 2 | 26 | 67 | -41 |

### Girone D
| Squadra 1 | Squadra 2 | Risultato                 |
| --------- | --------- | ------------------------- |
| Danimarca | Islanda   | Karlsruhe, 1º marzo 1961  |
| Danimarca | Islanda   | 24 - 13                   |
| Islanda   | Svizzera  | Wiesbaden, 2 marzo 1961   |
| Islanda   | Svizzera  | 14 - 12                   |
| Danimarca | Svizzera  | St. Ingbert, 3 marzo 1961 |
| Danimarca | Svizzera  | 18 - 13                   |

|  | Pos. | Squadra   | Pt | G | V | N | P | GF | GS | DR  |
|  | ---- | --------- | -- | - | - | - | - | -- | -- | --- |
|  | 1.   | Danimarca | 4  | 2 | 2 | 0 | 0 | 42 | 26 | +16 |
|  | 2.   | Islanda   | 2  | 2 | 1 | 0 | 1 | 27 | 36 | -9  |
|  | 3.   | Svizzera  | 0  | 2 | 0 | 0 | 2 | 25 | 32 | -7  |

## Seconda fase

### Girone E
| Squadra 1      | Squadra 2 | Risultato                   |
| -------------- | --------- | --------------------------- |
| Svezia         | Francia   | Stoccarda, 5 marzo 1961     |
| Svezia         | Francia   | 15 - 11                     |
| Cecoslovacchia | Islanda   | Stoccarda, 5 marzo 1961     |
| Cecoslovacchia | Islanda   | 15 - 15                     |
| Cecoslovacchia | Francia   | Essen, 7 marzo 1961         |
| Cecoslovacchia | Francia   | 25 - 6                      |
| Svezia         | Islanda   | Essen, 7 marzo 1961         |
| Svezia         | Islanda   | 18 - 10                     |
| Islanda        | Francia   | Homberg, 9 marzo 1961       |
| Islanda        | Francia   | 20 - 13                     |
| Cecoslovacchia | Svezia    | Berlino Ovest, 9 marzo 1961 |
| Cecoslovacchia | Svezia    | 15 - 10                     |

|  | Pos. | Squadra        | Pt | G | V | N | P | GF | GS | DR  |
|  | ---- | -------------- | -- | - | - | - | - | -- | -- | --- |
|  | 1.   | Cecoslovacchia | 5  | 3 | 2 | 1 | 0 | 55 | 31 | +24 |
|  | 2.   | Svezia         | 4  | 3 | 2 | 0 | 1 | 43 | 36 | +7  |
|  | 3.   | Islanda        | 3  | 3 | 1 | 1 | 1 | 45 | 46 | -1  |
|  | 4.   | Francia        | 0  | 3 | 0 | 0 | 3 | 30 | 60 | -30 |

### Girone F
| Squadra 1 | Squadra 2 | Risultato              |
| --------- | --------- | ---------------------- |
| Romania   | Danimarca | Dortmund, 5 marzo 1961 |
| Romania   | Danimarca | 15 - 13                |
| Germania  | Norvegia  | Dortmund, 5 marzo 1961 |
| Germania  | Norvegia  | 15 - 8                 |
| Romania   | Germania  | Krefeld, 7 marzo 1961  |
| Romania   | Germania  | 12 - 9                 |
| Danimarca | Norvegia  | Krefeld, 7 marzo 1961  |
| Danimarca | Norvegia  | 10 - 9                 |
| Romania   | Norvegia  | Münster, 9 marzo 1961  |
| Romania   | Norvegia  | 16 - 14                |
| Germania  | Danimarca | Münster, 9 marzo 1961  |
| Germania  | Danimarca | 15 - 13                |

|  | Pos. | Squadra   | Pt | G | V | N | P | GF | GS | DR  |
|  | ---- | --------- | -- | - | - | - | - | -- | -- | --- |
|  | 1.   | Romania   | 6  | 3 | 3 | 0 | 0 | 43 | 36 | +7  |
|  | 2.   | Germania  | 4  | 3 | 2 | 0 | 1 | 39 | 33 | +6  |
|  | 3.   | Danimarca | 3  | 3 | 1 | 1 | 1 | 36 | 39 | -3  |
|  | 4.   | Norvegia  | 0  | 3 | 0 | 0 | 3 | 31 | 41 | -10 |

## Finale 7º/8º posto
| Squadra 1 | Squadra 2 | Risultato               |
| --------- | --------- | ----------------------- |
| Norvegia  | Francia   | Dortmund, 12 marzo 1961 |
| Norvegia  | Francia   | 13 - 12 (dts)           |

## Finale 5º/6º posto
| Squadra 1 | Squadra 2 | Risultato            |
| --------- | --------- | -------------------- |
| Danimarca | Islanda   | Essen, 12 marzo 1961 |
| Danimarca | Islanda   | 14 - 13              |

## Finale 3º/4º posto
| Squadra 1 | Squadra 2 | Risultato            |
| --------- | --------- | -------------------- |
| Svezia    | Germania  | Essen, 11 marzo 1961 |
| Svezia    | Germania  | 17 - 14              |

## Finale 1º/2º posto
| Squadra 1 | Squadra 2      | Risultato               |
| --------- | -------------- | ----------------------- |
| Romania   | Cecoslovacchia | Dortmund, 12 marzo 1961 |
| Romania   | Cecoslovacchia | 9 - 8 (dts)             |

## Classifica finale
| Classifica | Squadre        |
| ---------- | -------------- |
| 1          | Romania        |
| 2          | Cecoslovacchia |
| 3          | Svezia         |
| 4          | Germania       |
| 5          | Danimarca      |
| 6          | Islanda        |
| 7          | Norvegia       |
| 8          | Francia        |
| 9          | Jugoslavia     |
| 10         | Svizzera       |
| 11         | Paesi Bassi    |
| 12         | Giappone       |